# 2014년 히로시마현 산사태
2014년 히로시마 현 산사태(일본어: 広島土砂災害 히로시마 도샤 사이가이[*])는 2014년 8월 20일 일본 히로시마현에서 일어난 폭우로 인한 산사태이다. 최소 40명 이상이 사망한 것으로 확인되었으며, 50명 이상이 실종되었다. 사망자 중에는 두살 소년 3명, 경찰관 11명, 소방관 1명도 포함되어 있었다.

## 개요
단기적인 폭우와 약해진 토지 상태 문제가 맞물려 히로시마시 근처 곳곳의 산에서 산사태가 일어났다. 2014년 8월 20일 오전 3시 20분부터 40분 사이에 아사키타 구의 카베, 아사미나미 구의 야기, 야마모토, 미도리 지역 근처의 산이 무너져내려 산사태가 발생했다. 대부분 자고 있던 새벽에 발생해 2세 남아와 80대 여성을 포함해 80명 이상의 사상자가 발생했다.
히로시마 현 재해 대책 본부는 8월 22일을 기준으로 최소 170건의 산사태가 발생하고, 290개의 도로와 교량이 피해를 입었다고 발표했다. 국토 지리원은 항공 사진 분석 결과, 아사키타 구와 아사미나미 구에 걸쳐 약 50곳에서 토사 유출이 발생했다고 전했다.
오전 3시 20분에 아사미나미 구 야마모토 지구에 산사태 신고가 들어왔지만, 대피 권고는 4시 30분에 발령되었다. 시장 마쓰이 가즈미는 권고를 늦게 발령한 것에 대해 사과하고 도시 사건 대책 과정을 개선하기 위한 연구를 할 것이라고 말했다.

## 원인
북서부에서 온 가을비 전선(일본어: 秋雨前線 아키사메 젠센[*])과 남쪽의 습한 공기가 만나 적란운을 연속적으로 발생시켰다. 사고 하루 전인 19일부터 히로시마 현 곳곳에 침수 피해가 나타났고, 20일 밤에 소강 상태에 들어갔지만, 이후 새벽부터 다시 강한 비를 내리기 시작했다. 아사키타구에 설치된 우량계에 따르면 오전 3시까지는 시간 당 92mm, 오전 4시까지는 시간 당 115mm가량 비가 내렸다. 또한 19일 11시부터 20일 6시까지 총 강수량은 243.0mm로, 1976년 이후로 가장 높은 강수량을 기록했다.
또한 히로시마 현의 흙 중 48%는 수분을 제대로 흡수하지 못 하는 고운 화강토이며, 8월 동안 쏟아진 비로 인해 토양이 약해진 상태였다. 또한 히로시마 현은 토사 재해 위험 지정 장소가 3만 곳으로 전국 최다이다.

## 사상자
산사태가 발생한 지난 20일에는 인근 지역에 거주하던 70대 교포 부부가 토사에 휩쓸렸다. 이로 인해 남편은 사망하고 부인은 중상을 입었다.
8월 22일 기준, 40명 이상이 사망했으며 50명 이상이 실종되었다. 사망자 중 1명은 첫 번째 산사태가 일어난 이후 구조작업을 하던 도중 2차 산사태가 일어나 사망한 구급대원이었다. 오전 3시 20분 경에는 아사미나미구에서 진흙사태로 인해 어린이 2명이 사망했다.
아직까지 많은 피해자가 실종 상태이기 때문에, 사망자는 100명 이상으로 증가할 수도 있다. 실종자수는 8월 22일 52명이라고 발표했지만, 이후 47명이라고 수정했고, 23일 아침에는 46명으로, 같은 날 오전에는 43명으로 계속 바뀌었다. 또한, 미확인 시체를 실종으로 간주할 가능성도 있다.
히로시마 현에서 발표한 공식 사상자는 46명 사망, 41명 실종, 61명 부상이며 히로시마 시의 사상자 수치는 49명 사망, 41명 실종, 43명 부상이다.
히로시마 시는 생존 확인을 빠르게 하기 위해 실종자 목록을 발표하는 것을 고려하고 있다.
8월 22일, 최연소 사망자인 2살과 11살의 어린이 2명과 소방관 1명에 대한 매장이 시작했다.

## 구조 활동
일본 총리인 아베 신조는 구조 활동을 지원하기 위해 대원 수백명을 충원했다. NPO "일본 평화의 날개"도 임원과 봉사자 1,300명을 지원했다.
소방관, 경찰관, 자위대 3,000명으로 구성된 구조대원이 폭우 및 구조를 방해하는 위험한 상황에도 불구하고 수색 및 사태 잔해 제거 활동을 벌었다. 이 지역은 산사태에 대한 지속적인 위협이 있었고, 당일 폭우가 내릴 것이란 기상 예보가 있었으며 아사키타 구와 아사미나미 구 주민은 대피해야 했다..
일본 총리 아베 신조가 8월 24일 피해 지역을 방문했다.

## 같이 보기
- 2018년 7월 일본 호우